# Nordisk Råds litteraturpris
Nordisk Råds litteraturpris blev oprettet af de nordiske landes regeringer i 1961. Prisen uddeles én gang om året, første gang i 1962. I 1962 var prisen på 50.000 DKK; siden 1995 har den været på 350.000 DKK.
Prisen gives for et skønlitterært værk skrevet på et af de nordiske landes sprog. Prisens formål er at øge interessen for landenes litteratur og sprog, samt for det nordiske kulturfællesskab.

## Prisuddeling
Bedømmelseskomitéen udpeges af Nordisk Ministerråd og har 10 medlemmer – to fra hvert land. Der kan desuden deltage medlemmer, der taler færøsk, grønlandsk eller samisk hvis et værk på et af disse sprog nomineres. Komitéen tager beslutning ved simpelt flertal.
Normalt holder komiteen ét årligt møde i januar og meddeler kort derefter hvem der modtager årets pris. 
Ved bedømmelsen kan værker udgivet inden for de to seneste år komme i betragtning, dog de seneste fire år for værker på andre sprog end norsk, svensk eller dansk.
Komitéens medlemmer fra de enkelte lande nominerer to værker per land. Derudover kan der nomineres værker på færøsk, grønlandsk og samisk. Værker der ikke foreligger på dansk, norsk eller svensk, skal oversættes til ét af disse sprog for at kunne blive nomineret.

## Prismodtagere
Nedenfor er en liste over alle prismodtagere siden 1962. Bemærk at prisen i 1965 blev delt mellem to modtagere.
- 1962 Eyvind Johnson, Sverige, Hans nådes tid
- 1963 Väinö Linna, Finland, Täällä pohjantähden alla III (Sønner af et folk)
- 1964 Tarjei Vesaas, Norge, Is-slottet
- 1965
  - William Heinesen, Færøerne, Det gode Håb
  - Olof Lagercrantz, Sverige, Från Helvetet till Paradiset
- 1966 Gunnar Ekelöf, Sverige, Diwán över Fursten av Emgión
- 1967 Johan Borgen, Norge, "Nye noveller"
- 1968 Per Olof Sundman, Sverige, Ingenjör Andrées luftfärd
- 1969 Per Olov Enquist, Sverige, Legionärerna
- 1970 Klaus Rifbjerg, Danmark, Anna, jeg, Anna
- 1971 Thorkild Hansen, Danmark, Slavernes øer
- 1972 Karl Vennberg, Sverige, Sju ord på tunnelbanan
- 1973 Veijo Meri, Finland, Kersantin poika (svensk titel: Sergeantens pojke)
- 1974 Villy Sørensen, Danmark, Uden mål – og med
- 1975 Hannu Salama, Finland, Siinä näkijä missä tekijä (svensk titel: Kommer upp i tö)
- 1976 Ólafur Jóhann Sigurðsson, Island, Að laufferjum og að brunnum (svensk titel: Du minns en brunn)
- 1977 Bo Carpelan, Finland, I de mörka rummen, i de ljusa
- 1978 Kjartan Fløgstad, Norge, Dalen Portland
- 1979 Ivar Lo-Johansson, Sverige, Pubertet
- 1980 Sara Lidman, Sverige, Vredens barn
- 1981 Snorri Hjartarson, Island, Hauströkkrið yfir mér (svensk titel: Höstmörkret över mig)
- 1982 Sven Delblanc, Sverige, Samuels bok
- 1983 Peter Seeberg, Danmark, Om fjorten dage
- 1984 Göran Tunström, Sverige, Juloratoriet
- 1985 Antti Tuuri, Finland, Pohjanmaa (Arven)
- 1986 Rói Patursson, Færøerne, Likasum (Ligesom)
- 1987 Herbjørg Wassmo, Norge, Hudløs himmel
- 1988 Thor Vilhjálmsson, Island, Grámosinn Glóir (Glødende mos)
- 1989 Dag Solstad, Norge, Roman 1987 (Brudgom)
- 1990 Tomas Tranströmer, Sverige, För levande och döda
- 1991 Nils-Aslak Valkeapää, Finland, Beaivi, áhcázan (Solen, min far)
- 1992 Fríða Á. Sigurðardóttir, Island, Meðan nóttin liður (Mens natten går)
- 1993 Peer Hultberg, Danmark, Byen og Verden
- 1994 Kerstin Ekman, Sverige, Händelser vid vatten
- 1995 Einar Már Guðmundsson, Island, Englar alheimsins (Universets engle)
- 1996 Øystein Lønn, Norge, Hva skal vi gjøre i dag og andre noveller
- 1997 Dorrit Willumsen, Danmark, Bang. En roman om Herman Bang
- 1998 Tua Forsström, Finland, Efter att ha tillbringat en natt bland hästar
- 1999 Pia Tafdrup, Danmark, Dronningeporten
- 2000 Henrik Nordbrandt, Danmark, Drømmebroer
- 2001 Jan Kjærstad, Norge, Oppdageren
- 2002 Lars Saabye Christensen, Norge, Halvbroren
- 2003 Eva Ström , Sverige, Revbensstäderna (Ribbensbyerne)
- 2004 Kari Hotakainen, Finland, Juoksuhaudantie (Hjemmefronten)
- 2005 Sigurjón Birgir Sigurðsson (Sjón), Island, Skugga-Baldur (Skygge-Baldur)
- 2006 Göran Sonnevi, Sverige, Oceanen
- 2007 Sara Stridsberg, Sverige, Drömfakulteten (Drømmefakultetet)
- 2008 Naja Marie Aidt, Danmark, Bavian
- 2009 Per Petterson, Norge, Jeg forbanner tidens elv
- 2010 Sofi Oksanen, Finland, Puhdistus (Renselse)
- 2011 Gyrðir Elíasson, Island, Milli trjánna (Mellem træerne)
- 2012 Merethe Lindstrøm, Norge, (Dager i stillhetens historie)
- 2013 Kim Leine, Danmark,  Profeterne i Evighedsfjorden
- 2014 Kjell Westö, Finland, Luftspejling 38
- 2015 Jon Fosse, Norge, Trilogien: Andvake. Olavs draumar. Kveldsvævd
- 2016 Katarina Frostenson, Sverige, Sånger och formler
- 2017 Kirsten Thorup, Danmark, Erindring om kærligheden[1]
- 2018 Auður Ava Ólafsdóttir, Island, Ar[2]
- 2019 Jonas Eika, Danmark, Efter solen[3]
- 2020 Monika Fagerholm, Finland, Hvem slog Bambi ihjel?[4]
- 2021 Niviaq Korneliussen, Grønland, Blomsterdalen[5]
- 2022 Solvej Balle, Danmark, Om udregning af rumfang I, II og III[6]
- 2023 Joanna Rubin Dranger, Sverige, Ihågkom oss till liv[7]
- 2024 Niels Fredrik Dahl, Norge, Fars rygg[8]

## Ekstern henvisning
- Litteraturprisen